# Panserværnsriffel
Panserværnsrifler er en type af geværer som kom frem under Første Verdenskrig til at nedkæmpe de første kampvogne. Den første panserværnsriffel var en forstørret udgave af Tysklands standardgevær, Mausergeværet, dog i kaliber 13 mm. I mellemkrigstiden udviklede de fleste stormagter deres egne panserværnsrifler som var tilstrækkelige mod de lette kampvogne (tanketter) i begyndelsen af Anden Verdenskrig. Panserværnsriflerne blev snart forældede i takt med at panseret på kampvognene blev tykkere. Panserværnsriflerne forsvandt mere eller mindre for at give plads til raketstyr som Bazooka, geværgranater, PIAT mm.
En undersøgelse af effektiviteten af briternes Boys panserværnsriffel i Nordafrika kunne ikke dokumentere et eneste tilfælde, hvor våbnet havde nedkæmpet en kampvogn. På grund af mangel på andre panserværnsvåben, anvendtes de sovjetiske panserværnsrifler PTRD og PTRS-41 i længere tid end tilsvarende våben i andre lande. De kunne ikke gennemtrænge panseret på kampvognene, men kunne ødelægge deres bælter, periskoper, maskingeværer, antenner og andet eksternt udstyr, samt bekæmpe let pansrede køretøjer. Uden kikkertsigte, var effekten begrænset.
I dag er panserværnsriflen smeltet sammen med finskytteriflen, da den store kaliber med tilhørende drivladning giver en lang rækkevidde. Den moderne betegnelse er "antimaterielriffel".